# Panimerus albomaculatus
Panimerus albomaculatus är en tvåvingeart som först beskrevs av Einar Wahlgren 1904.  Panimerus albomaculatus ingår i släktet Panimerus och familjen fjärilsmyggor. Inga underarter finns listade i Catalogue of Life.